# Selaginella culverwellii
Selaginella culverwellii är en mosslummerväxtart som beskrevs av N. R. Crouch. Selaginella culverwellii ingår i släktet mosslumrar, och familjen mosslummerväxter. Inga underarter finns listade i Catalogue of Life.